# Buitenlandse agent
Een buitenlandse agent of buitenlandse vertegenwoordiger is een persoon of entiteit die actief de belangen van een buitenlandse opdrachtgever – meestal overheid maar soms ook een groot bedrijf - behartigt terwijl hij/zij zich in een ander gastland bevindt, en over het algemeen niet de bescherming geniet die wordt geboden aan personen met een diplomatieke status. Buitenlandse agenten kunnen al dan niet staatsburgers van het gastland zijn. 
In het hedendaagse spraakgebruik heeft de term “buitenlandse agent” over het algemeen een pejoratieve connotatie. Heimelijke buitenlandse agenten, ook bekend als geheim agenten van een buitenlandse regering, kunnen in bepaalde omstandigheden worden verdacht van spionage. In het ergste geval kan het gaan om subversieve activiteiten of zelfs sabotage. 

## Wetgeving
Een aantal landen hebben formele procedures om de activiteiten van buitenlandse agenten die openlijk handelen te legaliseren. Wetten met betrekking tot buitenlandse agenten verschillen echter sterk van land tot land, gaande van een quasi-verbod over meldingsplichten tot bekendmaking van financiering uit het buitenland. Ook de handhaving kan erg selectief zijn, naargelang het heersende politieke klimaat, een vrees die door kritische Amerikaanse juristen met feiten werd geïllustreerd.

### Verenigde Staten
Een van de oudste wetten aangaande 'buitenlandse agenten' is de Amerikaanse Foreign Agents Registration Act (FARA) uit 1938. De wet, die oorspronkelijk een antwoord was op de Nazipropaganda destijds, legt gedetailleerde criteria vast om te bepalen welke personen en entiteiten die buitenlandse belangen vertegenwoordigen, onder de wet vallen. In dat geval moeten zij zich registreren bij het Department of Justice (DOJ) en hun relatie, activiteiten en gerelateerde financiële compensatie bekendmaken.

### Rusland
In 2012 voerde Rusland een wet aangaande 'buitenlandse agenten' in. Volgens deze wet moeten niet-gouvernementele organisaties, mediakanalen en particulieren zichzelf in alle externe communicatie als 'buitenlandse agenten' bestempelen als ze buitenlandse financiering ontvangen en zich bezighouden met ‘politieke activiteiten’, een ruim geïnterpreteerde term. Concreet vereist de wet dat iedereen die "steun" of "invloed" krijgt van buiten Rusland, zich registreert en zichzelf tot "buitenlandse agenten" verklaart. De uitdrukking "buitenlandse agent" in het Russisch (иностранный агент, inostrannyy agent) heeft sterke associaties met 'spion' of 'verrader'.
De wet werd door de Russische autoriteiten vergeleken met de Amerikaanse FARA, maar feitelijk hadden de twee weinig overeenkomsten. In tegenstelling tot de Amerikaanse wet, had de Russische wet het vooral gemunt op ngo's in het maatschappelijk middenveld. De reikwijdte ervan werd sindsdien aanzienlijk uitgebreid, zodat iedereen die buitenlandse steun van welke aard dan ook ontvangt of ooit ‘verbonden’ is geweest met buitenlandse actoren er ook onder valt. Hieronder vielen ook media. Het is geregistreerden eveneens verboden om overheidsfinanciering te ontvangen, les te geven aan staatsuniversiteiten of te werken met kinderen. Bij gebrek aan naleving zijn er juridische gevolgen. Veel mensenrechtenorganisaties verzetten zich tegen de vereiste registratie, waardoor de wet in 2014  werd gewijzigd om het ministerie van Justitie toestemming te geven organisaties zonder hun toestemming als buitenlandse agenten te registreren.

### Andere landen
Soortgelijke wetten werden ook in een aantal andere landen ingevoerd, en waren in een aantal gevallen net als de Russische wet gericht op het onderdrukken van het maatschappelijk middenveld, onafhankelijke media en ngo's.
- Hongarije. De wet werd in 2017 ingevoerd, maar werd na druk uit de EU in 2021 afgeschaft.[8]
- Servische Republiek
- Georgië. Na een mislukte poging in 2023 werd in 2024 in Georgië een op de Russische wet geïnspireerde wet aangenomen.[9]
- De Europese Unie bereidt wetgeving voor tegen "ongewenste buitenlandse inmenging" door derde entiteiten. Dit voorstel stelt expliciet het maatschappelijk middenveld niet negatief te stigmatiseren met labels als 'buitenlands agent'.[10][11]
- Australië en Canada.

## Niet-gouvernementele organisaties
Internationale niet-gouvernementele organisaties voelen zich in sommige landen op de korrel genomen door dergelijke wetgeving.
 Bepaalde conservatieve regeringen willen langs die weg namelijk de activiteiten van vooral internationale NGO’s bemoeilijken, omdat zij van oordeel zijn dat die NGO’s - met Westerse financiële steun - aansturen op regimewisseling via kleurenrevoluties. Dit was een van de drijfveren in Georgië.